# فنون وحروف
الفنون والحروف هو مصطلح تقليدي للفنون الجميلة والأدب التي يتم النظر إليها معًا. قد تتضمن الفئة المعرّفة كـ "فنون وحروف" الفنون المسرحية أو الفنون المرئية أو الفنون الحرة.

## التاريخ
بحلول أواخر القرن التاسع عشر، استخدم المصطلح لتسمية عدد قليل من المؤسسات ذات الصلة بالفنون في الولايات المتحدة. افتتح مسرح الفنون والحروف القائم على الاشتراك في نيويورك في عام 1892، لكنه أغلق في غضون عام. تأسست الأكاديمية الأمريكية للفنون والآداب عام 1904.
صنف المصطلح أيضًا في التعليم العالي. على سبيل المثال بحلول عام 1889 تم تصنيف طلاب كلية سوارثمور في فئتين من الدراسة: "الآداب والحروف" أو "العلوم والهندسة". منذ عام 2010، شملت متطلبات الدورة في كلية الآداب والعلوم بجامعة بنسلفانيا "القطاع" (الفئة) يسمى "الفنون والآداب". تعرف الكلية القطاع على أنه يشمل "الفنون البصرية والأدب والموسيقى، بالإضافة إلى النقد المحيط بهم."